# Jacques Drielsma
Jacques Adam Drielsma (Amsterdam, 14 oktober 1886 – Paramaribo, 31 juli 1974) was een in Suriname actief jurist en politicus.
Jacques Drielsma was praktizijn (advocaat) in Suriname. Als praktizijn behoorde hij tot de verdediging van de Hindoestanen die in september 1924 betrokken waren geweest bij een grote vechtpartij in Mattonshoop waarbij ook een dode was gevallen. Nadat hij enige tijd de functie van notaris A.J. da Costa had waargenomen werd hij in 1927 benoemd tot notaris in Paramaribo.
Daarnaast was hij ook politiek actief. Zo was hij lid en van 1926 tot 1930 voorzitter van de Koloniale Staten. In de zomer van 1932 werd hij buitengewoon lid van de Raad van Bestuur van Suriname en in april 1933 volgde hij B. Schnitger op als lid van dit college.
Na de Tweede Wereldoorlog werd Drielsma landsminister van Financiën in de Regeringsraad (kabinet) onder leiding van De Miranda, maar in juli 1950 trad hij af.
Na de vervroegde Statenverkiezingen van maart 1951 was hij van 5 april tot 4 juni landsminister van Algemene Zaken (waarmee hij de premier van Suriname was) en Financiën. Johan Adolf Pengel had Jan Buiskool, president van het Hof van Justitie, voor de functie van premier gevraagd. Er was echter een wettelijke voorziening nodig om leden van het Hof van Justitie tevens lid van de Regeringsraad te kunnen laten zijn, zodat Drielsma tijdelijk deze functie op zich nam.
Het kabinet zag er toen als volgt uit:
| Ministerie                                       | Minister                               |
| ------------------------------------------------ | -------------------------------------- |
| Algemene Zaken & Financiën                       | J.A. Drielsma (tevens premier)         |
| Economische Zaken & Sociale Zaken                | A. Currie                              |
| Justitie en Politie                              | A.C.J.M. Alberga (overleden dec. 1952) |
| Landbouw, Veeteelt en Visserij                   | F.A. Langguth Oliviera                 |
| Onderwijs en Volksontwikkeling & Volksgezondheid | W.E. Juglall (NPS)                     |
| Openbare Werken en Verkeer                       | A.L.R. Smit (NPS) (tot mei 1954)       |

Jacques Drielsma bleef landsminister tot januari 1952. Zijn notariaat, dat tevens fungeerde als een bank ging rond 1956 failliet, waarbij veel mensen hun geld verloren. In de zomer van 1957 werd de bijna 71-jarige Drielsma wegens verduistering veroordeeld tot een gevangenisstraf van twee jaar.
Drielsma overleed op 31 juli 1974 in Paramaribo op 87-jarige leeftijd.